# Boissy-Mauvoisin
Boissy-Mauvoisin és un municipi francès, situat al departament d'Yvelines i a la regió de Illa de França. L'any 2007 tenia 629 habitants.
Forma part del cantó de Bonnières-sur-Seine, del districte de Mantes-la-Jolie i de la Comunitat de comunes Les Portes de l'Île-de-France.

## Demografia

### Població
El 2007 la població de fet de Boissy-Mauvoisin era de 629 persones. Hi havia 226 famílies, de les quals 44 eren unipersonals (20 homes vivint sols i 24 dones vivint soles), 81 parelles sense fills, 93 parelles amb fills i 8 famílies monoparentals amb fills.
La població ha evolucionat segons el següent gràfic:
Habitants censats

### Habitatges
El 2007 hi havia 254 habitatges, 227 eren l'habitatge principal de la família, 18 eren segones residències i 9 estaven desocupats. 231 eren cases i 22 eren apartaments. Dels 227 habitatges principals, 182 estaven ocupats pels seus propietaris, 36 estaven llogats i ocupats pels llogaters i 8 estaven cedits a títol gratuït; 7 tenien una cambra, 10 en tenien dues, 26 en tenien tres, 46 en tenien quatre i 138 en tenien cinc o més. 198 habitatges disposaven pel capbaix d'una plaça de pàrquing. A 77 habitatges hi havia un automòbil i a 139 n'hi havia dos o més.

### Piràmide de població
La piràmide de població per edats i sexe el 2009 era:
| Homes | Edats   | Dones |
| ----- | ------- | ----- |
| 0     | 95 o +  | 0     |
| 0     | 90 a 94 | 0     |
| 0     | 85 a 89 | 8     |
| 4     | 80 a 84 | 0     |
| 4     | 75 a 79 | 8     |
| 0     | 70 a 74 | 8     |
| 12    | 65 a 69 | 4     |
| 12    | 60 a 64 | 4     |
| 20    | 55 a 59 | 16    |
| 28    | 50 a 54 | 20    |
| 32    | 45 a 49 | 28    |
| 20    | 40 a 44 | 20    |
| 12    | 35 a 39 | 16    |
| 16    | 30 a 34 | 12    |
| 8     | 25 a 29 | 28    |
| 28    | 20 a 24 | 24    |
| 28    | 15 a 19 | 16    |
| 32    | 10 a 14 | 28    |
| 8     | 5 a 9   | 8     |
| 8     | 0 a 4   | 4     |

## Economia
El 2007 la població en edat de treballar era de 420 persones, 303 eren actives i 117 eren inactives. De les 303 persones actives 279 estaven ocupades (150 homes i 129 dones) i 24 estaven aturades (14 homes i 10 dones). De les 117 persones inactives 34 estaven jubilades, 48 estaven estudiant i 35 estaven classificades com a «altres inactius».

### Ingressos
El 2009 a Boissy-Mauvoisin hi havia 225 unitats fiscals que integraven 633 persones, la mediana anual d'ingressos fiscals per persona era de 21.610 €.

### Activitats econòmiques
Dels 23 establiments que hi havia el 2007, 2 eren d'empreses de fabricació d'altres productes industrials, 7 d'empreses de construcció, 5 d'empreses de comerç i reparació d'automòbils, 1 d'una empresa de transport, 1 d'una empresa d'hostatgeria i restauració, 1 d'una empresa d'informació i comunicació, 2 d'empreses financeres, 3 d'empreses de serveis i 1 d'una empresa classificada com a «altres activitats de serveis».
Dels 6 establiments de servei als particulars que hi havia el 2009, 1 era un paleta, 1 guixaire pintor, 1 lampisteria, 2 empreses de construcció i 1 perruqueria.
L'any 2000 a Boissy-Mauvoisin hi havia 6 explotacions agrícoles.

## Equipaments sanitaris i escolars
El 2009 hi havia una escola elemental.

## Poblacions més properes
El següent diagrama mostra les poblacions més properes.